# Osteospermum microphyllum
Osteospermum microphyllum es una especie de planta floral del género Osteospermum, tribu Calenduleae, familia Asteraceae. Fue descrita científicamente por DC.
Se distribuye por África: Sudáfrica (en la provincia del Cabo) y Botsuana.